# كارول مريديث
كارول مريديث (بالإنجليزية: Carol Meredith)‏ هي عالمة تصنيف ‏ وعالمة وراثة وعالمة نبات أمريكية، ولدت في القرن العشرين.